# Congressional Research Service

Logo des Congressional Research Service

Der Congressional Research Service (CRS), in den USA auch Congress’s think tank genannt, ist die „public policy research“-Agentur des Kongresses der Vereinigten Staaten.
Der CRS ist eine per Gesetz geschaffene Agentur innerhalb der Library of Congress. Er arbeitet ausschließlich und direkt für Mitglieder des Kongresses und Ausschüsse des Kongresses und tut dies auf vertraulicher und unparteiischer Basis. Eine ähnliche Institution in Deutschland ist der Wissenschaftliche Dienst des Bundestages.
Im CRS arbeiten etwa 900 Angestellte, darunter Juristen, Ökonomen, Bibliothekare und Naturwissenschaftler.
Im Fiskaljahr 2021 bekam der CRS ein Budget von etwa $120.500.000 vom Kongress.
Neben dem CRS gibt es zwei weitere 'congressional support agencies':
- Das Congressional Budget Office – es beliefert den Kongress mit Informationen und Berichten zu Haushaltsfragen, programmatische Themen und mit Analysen, die Politikoptionen, Kosten und Effekte darstellen
- Das Government Accountability Office assistiert dem Kongress dabei, die Aktivitäten der Regierung zu beobachten. Zu diesem Zweck gibt es Sachverständigenanhörungen („independent audits“), Untersuchungen („investigations“) und Bewertungen von Programmen des Bundes („federal programs“).

Die drei Agenturen beschäftigen zusammen über 4000 Menschen.
CRS-Berichte genießen hohes Ansehen und gelten als tiefschürfend, genau, objektiv und aktuell.
Im Jahr 2018 verabschiedete der US-Kongress den sog. Consolidated Appropriations Act of 2018, welcher die Library of Congress verpflichtete, CRS-Berichte zukünftig auch der Öffentlichkeit zugänglich zu machen. Mussten Privatpersonen vor Verabschiedung dieses Gesetzes noch Senatoren oder Kongressabgeordnete bitten, ihnen einen Bericht zugänglich zu machen, können sämtliche CRS-Berichte nun über eine eigens dafür geschaffene Webseite aufgerufen und kostenfrei angesehen und heruntergeladen werden.
Den Kongressmitgliedern und Agenturmitarbeitern stehen CRS-Berichte darüber hinaus auch im Intranet des Kongresses und der drei Agenturen zur Verfügung.

### Englisch
- Congressional Research Service Offizielle Webseite
- Congressional Research Service (CRS) at UCB Libraries GovPubs
- Internet Archive collection of sites that publish CRS reports: Webseite über CRS-Reports inklusive Dokumente von OpenCRS, UNT, FAS, Thurgood Marshall Law Library und anderen.
- Guide to CRS Reports on the Web

- Source Watch Webseite über CRS.
- University of North Texas Libraries Congressional Research Service Reports archive
- Federation of American Scientists Congressional Research Service Reports archive
- Franklin Pierce Law Center CRS Reports archive
- United States Department of State Foreign Press Center CRS Reports archive
- CRS-Reports Internetdatenbank zum Aufruf veröffentlichter CRS-Berichte